# ألما كوبر
ألما كوبر (من مواليد 6 مارس 2002) هي ضابطة في الجيش الأمريكي وخريجة الأكاديمية العسكرية الأمريكية، وحاملة لقب ملكة جمال أمريكية بعدما توجت بمسابقة ملكة جمال ميشيغان الولايات المتحدة الأمريكية 2024، واتبعته ألما كوبر بالفوز بلقب ملكة جمال الولايات المتحدة الأمريكية 2024 في نهاية المسابقة الثالثة والسبعين، والتي تم بثها مباشرة على قناة ذا سي دبليو يوم الأحد 4 أغسطس 2024. لتصبح رابع امرأة من ميشيغان تتوج بلقب ملكة جمال الولايات المتحدة الأمريكية، وتغلبت الشابة البالغة من العمر 22 عامًا، الحاصلة على درجة الماجستير في علوم البيانات من جامعة ستانفورد، على 50 متسابقة أخرى في مسابقة شملت مسابقات ملابس السباحة وفساتين السهرة، تم تتويجها على المسرح من قبل حاملة اللقب السابقة سافانا جانكيفيتش من هاواي، التي ورثت التاج في مايو بعد تنحي نويليا فويت من يوتا في ظروف مثيرة للجدل للغاية.
أقيمت مسابقة ملكة جمال الولايات المتحدة الأمريكية في 4 أغسطس 2024، في مسرح بيكوك في لوس أنجلوس. تقدمت كوبر خلال المسابقة من المجموعة الأولية المكونة من 51 متسابقة إلى أفضل 20، وأفضل عشرة، وأفضل خمسة، حتى تم الإعلان عنها في النهاية كفائزة. بصفتها ملكة جمال الولايات المتحدة الأمريكية 2024، من المتوقع أن تمثل كوبر الولايات المتحدة في مسابقة ملكة جمال الكون 2024.

## نشأتها والتعليم
ولدت ألما كوبر في أوكيموس، ميشيغان لوالديها ستايسي وأوراليا كوبر، والدها رائد في جيش الولايات المتحدة أمريكي من أصل أفريقي بينما والدتها متسابقة سابقة في مسابقات جمال وعاملة مهاجرة من أمريكا اللاتينية جاءت إلى الولايات المتحدة في السادسة.
تخرجت ألما كوبر من مدرسة أوكيموس الثانوية في عام 2019، وانتقلت بعد ذلك إلى ويست بوينت، نيويورك للتسجيل في الأكاديمية العسكرية للولايات المتحدة، درست العلوم الرياضية في الأكاديمية العسكرية للولايات المتحدة، تخرجت عام 2023. بعد تخرجها تم قبولها كباحثة في منحة نايت هينيسي في جامعة ستانفورد، حيث درست للحصول على درجة الماجستير في الإحصاء في مسار علوم البيانات. قبل أن تصبح ملكة جمال الولايات المتحدة، خططت كوبر للعمل كملازم ثان في فيلق الاستخبارات العسكرية للجيش الأمريكي بعد إكمال شهادتها في ستانفورد.